# Assedio di Christmemel
L'assedio di Christmemel fu un assalto fallito eseguito dai cavalieri teutonici ai danni del castello di Christmemel da parte del Granducato di Lituania nell'autunno del 1315.
Christmemel era un Ordensburg, ovvero una fortezza dell'ordine composta di terra e legno costruita sul fiume Nemunas nel 1313 allo scopo di fungere da testa di ponte per compiere attacchi in Samogizia nell'ambito della crociata lituana. Insieme a Ragnit e Georgenburg, Christmemel servì anche a proteggere i possedimenti dell'ordine in Sambia dagli attacchi dei baltici.

## L'assedio
Una forza di samogiti fece irruzione a Ragnit nell'agosto 1315, anche se non tentò di catturare il dongione della fortificazione. Sei settimane dopo, il granduca Vytenis attaccò con due macchine d'assedio e un certo numero di arcieri slavi orientali. I suoi uomini iniziarono a tagliare e accatastare legna, poiché Vytenis intendeva dare fuoco al castello e reprimere la guarnigione. Mentre il Gran maestro Karl von Trier preparava una forza di soccorso, spedì dieci cavalieri e 150 soldati a bordo di alcune imbarcazioni per aiutare il contingente, ma Vytenis inviò i suoi combattenti per impedire che ciò accadesse e che, di conseguenza, i rinforzi arrivassero a Christmemel.
Quando le truppe di soccorso di Karl von Trier arrivarono il 17º giorno dell'assedio, Vytenis, sebbene ritenesse che le sue forze non fossero pronte, ordinò alla fanteria lituana di posizionare la legna e la paglia intorno alla fortificazione e incendiarla, mentre i suoi arcieri slavi fornivano fuoco di copertura. Tuttavia, la guarnigione di Christmemel si difese ben nascosta dalle merlature, riuscendo a respingere gli assalitori con il fuoco scagliato grazie alle balestre. Sconfitto alle mura della costruzione difensiva e con di fronte all'esercito di Karl von Trier, il granduca chiamò la ritirata e incendiò le sue macchine d'assedio. La battaglia di Christmemel fu l'ultima occasione in cui i cavalieri teutonici si interfacciarono con Vytenis; secondo una leggenda priva di fondamenta storiche, il signore lituano perì nel 1316 colpito da un fulmine.